# Madocsa, Tolna
Madocsa  este un sat în districtul Paks, județul Tolna, Ungaria, având o populație de 1.964 de locuitori (2011). 

## Demografie
Componența etnică a satului Madocsa
     Maghiari (98,92%)
     Necunoscut (0,23%)
     Alții (0,86%)
Componența confesională a satului Madocsa
     Reformați (52,65%)
     Romano-catolici (16,14%)
     Fără religie (9,62%)
     Necunoscută (20,88%)
     Alte religii (2,34%)
Conform recensământului din 2011, satul Madocsa avea 1.964 de locuitori. Din punct de vedere etnic, majoritatea locuitorilor (98,92%) erau maghiari. Apartenența etnică nu este cunoscută în cazul a 0,23% din locuitori.  Din punct de vedere confesional, majoritatea locuitorilor (52,65%) erau reformați, existând și minorități de romano-catolici (16,14%) și persoane fără religie (9,62%). Pentru 20,88% din locuitori nu este cunoscută apartenența confesională.